# アナログ乗算器
電子工学において、アナログ乗算器（アナログじょうざんき）とは2つのアナログ信号をとり、それらの積を出力として生成するデバイス。このような回路は平方（2つの入力に同じ信号を印加する）や平方根などの関連する関数を実装するのに使うことができる。
電子アナログ乗算器は、使用する機器によっていくつかの呼び名がある（アナログ乗算器の応用参照）

## 電圧制御増幅器 vs アナログ乗算器
アナログ乗算器の1つの入力が定常電圧で保持されている場合、2番目の入力の信号は固定された入力のレベルに比例して縮小拡大される。この場合、アナログ乗算器は電圧制御増幅器とみなすことができる。電子ボリューム制御や自動利得制御（AGC）に応用できることはすぐにわかるであろう。このような応用にはアナログ乗算器がよく使われるが、電圧制御増幅器は必ずしも真のアナログ乗算器であるというわけではない。例えば、容量制御として使うように設計された集積回路は、1Vp-pになるように設計された信号入力と、0-5Vdcになるように設計された制御入力を有する。つまり、2つの入力は対称的ではなく、制御入力は帯域幅が制限されている。
対照的に、真のアナログ乗算器と一般的にみなされるものでは、2つの信号入力は同じ特性を有する。真のアナログ乗算器に特有の応用は、両方の入力が信号であるもの、例えば周波数混合器や離散フーリエ変換を実現するアナログ回路である。
4象限乗算器は、入力と出力が正負に振れる乗算器である。多くの乗算器は2つの象限（1つの入力は1つの極性のみ持つ）もしくは1つの象限（入力と出力は極性が1つしかなく普通は全て正）で動作をする。

## アナログ乗算器のデバイス
アナログ乗算器はホール効果を使い実現することができる。
ギルバートセルは、出力電流が2つの差動入力の4象限乗算である回路である。
集積回路のアナログ乗算器は、真のRMSコンバータなど多くの応用に取り込まれているが、線形4象限乗算器のような多くの汎用アナログ乗算器ブロックが利用できる。汎用デバイスは通常、入力か出力に減衰器もしくは増幅器を備え、回路の電圧制限内で信号を拡大縮小することができる。
アナログ乗算回路はオペアンプとよく似ているが、電圧関連のノイズやオフセットの誤差が乗算されるおそれがあるので、その問題の影響をオペアンプよりもはるかに受ける。高周波信号を扱う場合、位相関連の問題はかなり複雑になるおそれがある。この理由により、広範囲に汎用なアナログ乗算器を製造することは普通のオペアンプよりはるかに難しく、このようなデバイスは決まって、計装増幅器などの高性能増幅器に使われるものと同様の専門技術及びレーザトリミングを用いて製造される。これは、それらが比較的高いコストを必要とすることを意味し、よって、一般的には必須である回路に対してのみ使われる。
一般的に入手可能なアナログ乗算器ICは、MPY634（テキサス・インスツルメンツ製）、AD534、AD632、AD734（アナログ・デバイセズ製）、HA-2556（インターシル）などがある。

## 乗算におけるアナログとデジタルのトレードオフ
ほとんどの場合、アナログ乗算器で実行される機能はデジタル信号処理技術を用いてより低コストでより良く実行できる。低周波では、デジタルの手法は安価で効果的であり、回路機能をファームウェアで変更することができる。周波数が上昇するにつれて、デジタルの手法を実装するコストは、アナログの手法よりもはるかに急に増大する。デジタル技術が進歩するにつれて、アナログ乗算器を使うことは、高周波回路もしくは非常に特化した応用に向かってもますます重要性を失う傾向にある。
さらに、ほとんどの信号は、信号経路内で遅かれ早かれデジタル化されるようになっており、可能な限り乗算器を必要とする機器はデジタル側に移行する傾向にある。例えば初期のデジタル回路計では、真のRMS機能は外部のアナログ乗算回路により提供されていた。今日では（高周波測定を除いて）RMS及び他の機能の全範囲をデジタルプロセッサにより実行できるよう入力信号をデジタル化するために、ADCのサンプリングレートを増やす傾向にある。しかし、盲目的に信号を経路の早い段階でデジタル化することは、高速ADCに要求されるのには不合理な電力量を必要とする。はるかに効率的な手法は、有用な情報を含む帯域幅をデジタル化するエネルギーのみを使うために、信号を調整して帯域幅を狭めるアナログで前処理するものです。
さらにデジタル制御抵抗により、マイクロコントローラはデジタル化された信号を直接処理することなく、音質制御やAGCなどの多くの機能を実装することができる。

## アナログ乗算器の応用
- 電圧制御増幅器
- リングモジュレータ
- プロダクト検波
- 周波数混合器
- コンパンディング
- スケルチ
- アナログ計算機
- アナログ信号処理
- 自動利得制御
- 真のRMSコンバータ
- アナログフィルタ（特に電圧制御フィルタ）
- パルス振幅変調